# Karl Eichinger (Pianist)
Karl Eichinger (* 1965 in Zwettl, Niederösterreich) ist ein österreichischer Pianist.

## Leben
Karl Eichinger studierte nach der Matura an der Universität für Musik und darstellende Kunst Wien Klavier bei Viktor Teuflmayr. Das Studium beschloss er mit dem Konzertdiplom und dem Magisterium.
Danach studierte er Klavier Konzertfach bei Franz Zettl an der nunmehrigen Privatuniversität Konservatorium der Stadt Wien. Es folgten Meisterkurse bei Oleg Maisenberg, Rudolf Kehrer und Robert Lehrbaumer.
Karl Eichinger ist als Solist, Kammermusiker und Korrepetitor tätig. Ebenso hält er zahlreiche Klavierabende (u. a. im Rahmen der Jeunesse Musicale, beim Carinthischen Sommer Ossiach, beim Salzkammergut Mozartfestival, beim Internat. Kammermusikfestival Austria Allegro Vivo, bei den Festwochen St. Pölten).
Weiters ist er Pianist beim Ensemble „Wiener Instrumentalsolisten“ (Vienna Symphony Virtuosi). Er gibt Konzerte im In- und Ausland, u. a. bei den Bregenzer Festspielen, bei den Wiener Festwochen, beim KlangBogen Wien, beim Mozartfestival Salzkammergut, Kultursommer St. Paul, beim Kultursommer Traismauer, beim Carinthischen Sommer Ossiach, bei den Musikwochen Millstatt, Festwochen und Barockfestival St. Pölten, Musikwochen Stams und Musikwochen Langenargen. Er unternahm Tourneen durch Kanada, Frankreich, Spanien, USA, Asien, Israel, Rumänien, Ägypten, Slowakei, China, Polen, Südafrika und Deutschland. Er hatte Auftritte als Solist mit dem Tonkünstler-Orchester Niederösterreich, dem Dornbirner Jugendsymphonieorchester und dem Musikvereinsorchester St. Pölten.
Karl Eichinger arbeitete mit Hans Gansch, Josef Steinböck, Gertrude Jahn, Peter Wesenauer, Peter Matic, Guntram Simma, Maria Hauser und Ildika Raimondi zusammen.
Seit 1993 ist er als Klavierlehrer am Bundesrealgymnasium und Bundesoberstufenrealgymnasium St. Pölten tätig. Nach dem Tod des Gründers und langjährigen Leiters, Helmut Ascherl, übernahm Karl Eichinger 2013 die Leitung der Wiener Instrumentalsolisten.